# استوارت مکنزی
استوارت مکنزی (انگلیسی: Stuart Mackenzie; ۵ آوریل ۱۹۳۷ – ۲۰ اکتبر ۲۰۲۰) قایقران روئینگ اهل استرالیا بود.
وی در مسابقات کشوری و بین‌المللی در مجموع برندهٔ ۲ مدال طلا شده‌است.